# San Maurizio d'Opaglio
San Maurizio d'Opaglio är en ort och kommun i provinsen Novara i regionen Piemonte i Italien. Kommunen hade 3 055 invånare (2018). Den ligger söder om Ortasjön.